# Pietro Antonio Gallo
Pietro Antonio Gallo (* zwischen 1695 und 1700; † 15. August 1777 in Neapel) war ein italienischer Komponist, Musiklehrer und ein Vertreter der sogenannten Neapolitanischen Schule.

## Leben und Wirken
Gallo wurde im April 1742 als Nachfolger von Giovanni Veneziano secondo maestro am Conservatorio di Santa Maria di Loreto in Neapel. Nach dem Tod von Francesco Durante konnte Gallo dessen Stelle als primo maestro nicht allein übernehmen, sondern musste sie mit dem Kapellmeister der Kathedrale, Gennaro Manna, teilen. Als Nicola Porpora 1760 am Conservatorio zu lehren begann, wurden Gennaro Manna und Gallo zurückgestuft und als secondo maestro vergütet.
Porpora und Manna verließen 1761 das Conservatorio und Gallo erhielt die Stelle des primo maestro, die er bis zu seinem Tod behielt. Unter den Schülern, die er in seiner 35-jährigen Tätigkeit am Conservatorio unterrichtete, waren unter anderem Domenico Cimarosa, Pasquale Anfossi, Niccolò Antonio Zingarelli, Giuseppe Giordani, Fedele Fenaroli und Antonio Sacchini.
Das überlieferte kompositorische Schaffen Gallos umfasst ausschließlich Kirchenmusik wie Messen, Psalmvertonungen, Magnificat, Te Deum, Kantaten und eine Johannes-Passion.